# Casca (corteza)

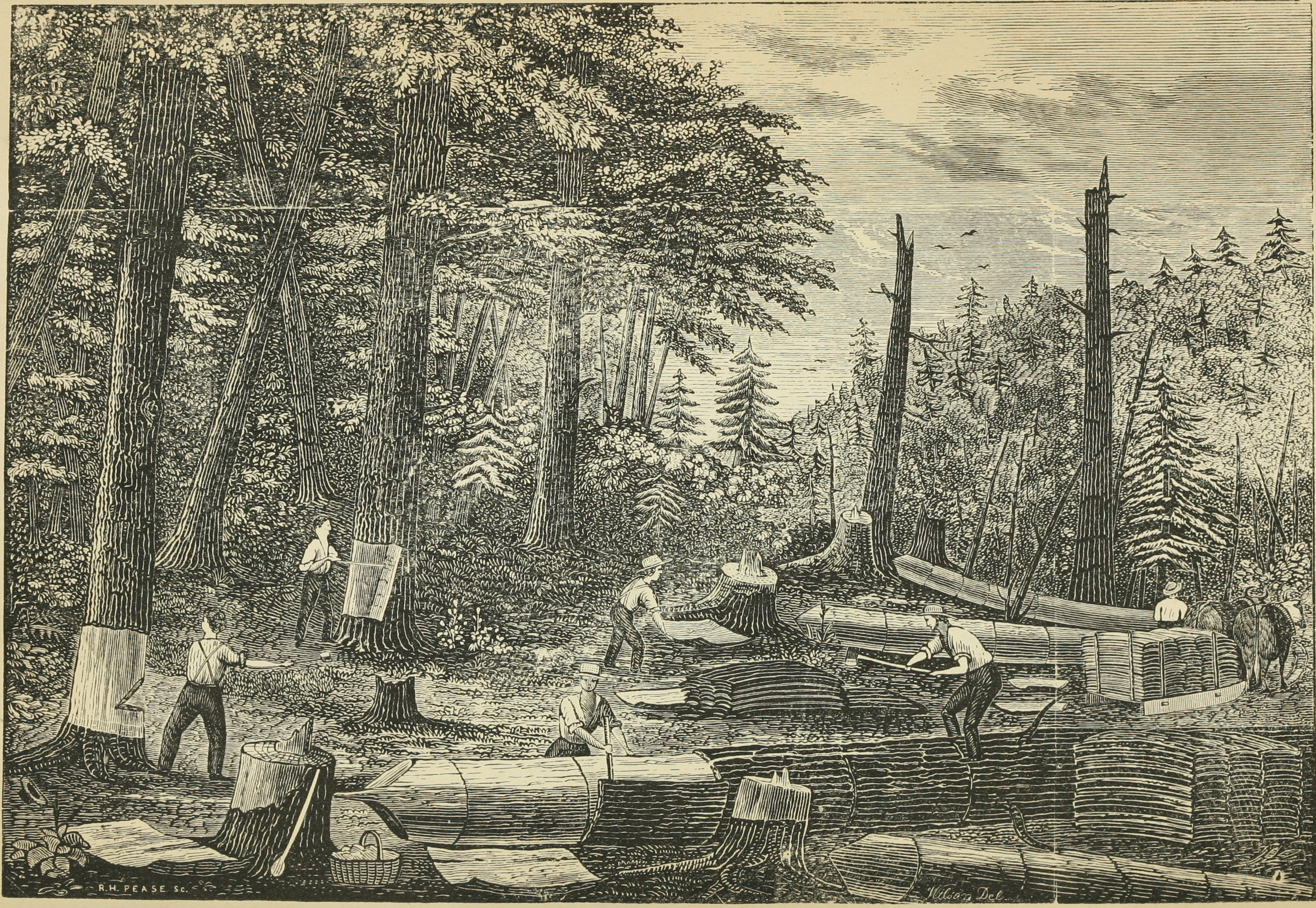
Trabajadores pelando la corteza de cicuta para la curtiduría en Prattsville, Nueva York, Estados Unidos.

La casca es la corteza de ciertas especies de árboles, tradicionalmente utilizada para curtir pieles en cuero .
Los molinos de corteza son molinos de bordes impulsados por caballos o bueyes o accionados por agua y se usaban en épocas anteriores para triturar las cáscaras para obtener taninos para la industria del cuero. 

## Cascas alrededor del mundo

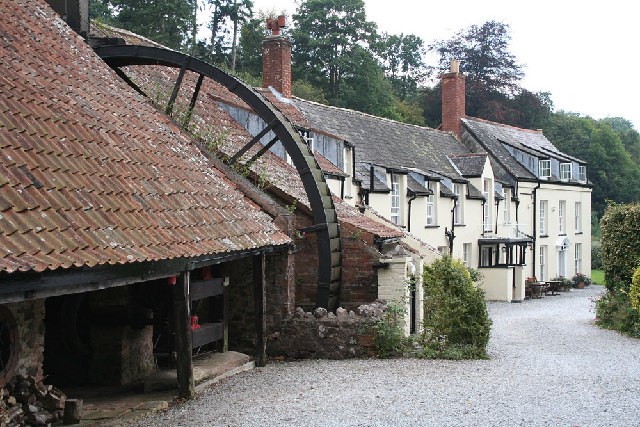
Molino de agua en Combe House Hotel en Holford, Somerset, Inglaterra. La rueda hidráulica superior fue fundida por el fundidor de hierro de Bridgwater H Culverwell & Co en 1892 para reemplazar una rueda anterior. Se usaba para moler corteza de roble para el complejo de curtiembres establecido aquí en la década de 1840 por James Hayman. Cuando la curtiduría cerró en 1900, la rueda hidráulica se adaptó a otros usos, como moler grano para moler, cortar paja, picar manzanas para la prensa de sidra y generar electricidad. También rompía piedras en una cantera cercana. El engranaje también sobrevive.

En Europa, el roble es una fuente común de casca. El ácido quercitánico es el componente principal que se encuentra en las cortezas de roble. La corteza se toma de ramas jóvenes y ramitas en montes bajos de roble y puede tener 4 mm de espesor; es de color chocolate grisáceo en el exterior y rojo parduzco en la superficie interna.
En los Estados Unidos, los taninos condensados también están presentes en la corteza del roble ( Quercus marilandica ). En Nueva York, en las laderas del monte Tremper, la corteza de tsuga fue una fuente importante de casca durante el siglo XIX. 
Alrededor del mar Mediterráneo, se utilizan las hojas y la corteza del rus ( Rhus coriaria ). 

En África y Australia, los curtidores utilizan la corteza de acacia (llamada "zarzo"). Una tonelada de corteza de acacia o mimosa produce alrededor de 150 libras de tanino puro. Las cascas reutilizadas se emplean en horticultura y se esparcen en los canteros de flores y en invernaderos para controlar las malas hierbas y proteger las raíces de las plantas. 

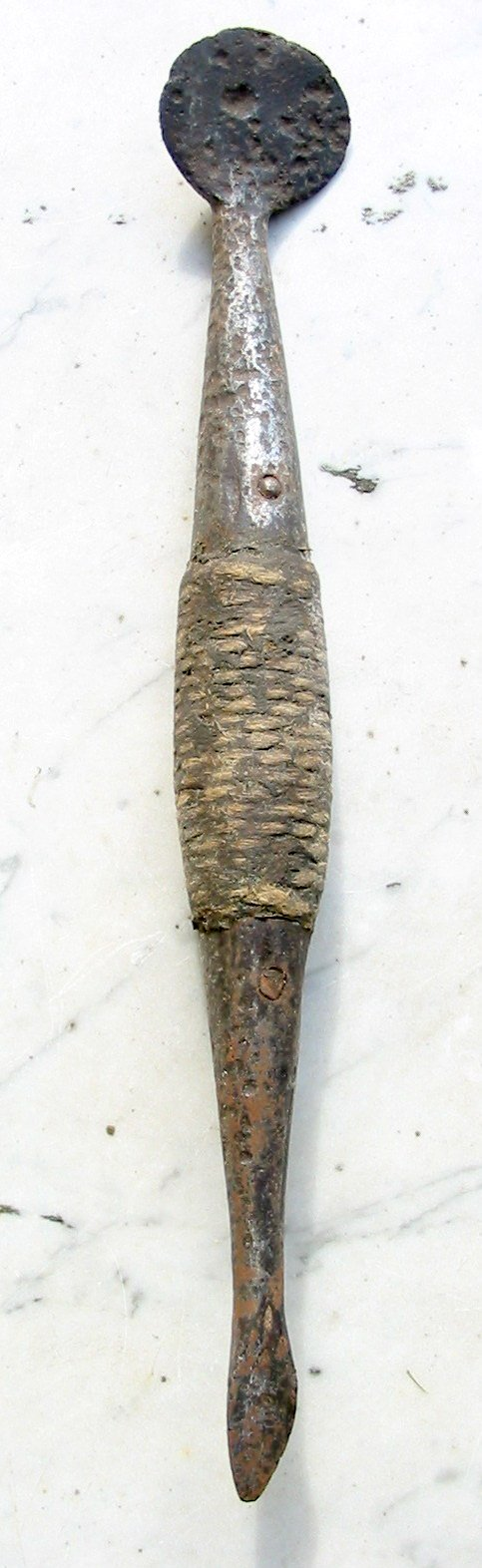
Herramienta para descortezar ramas de roble
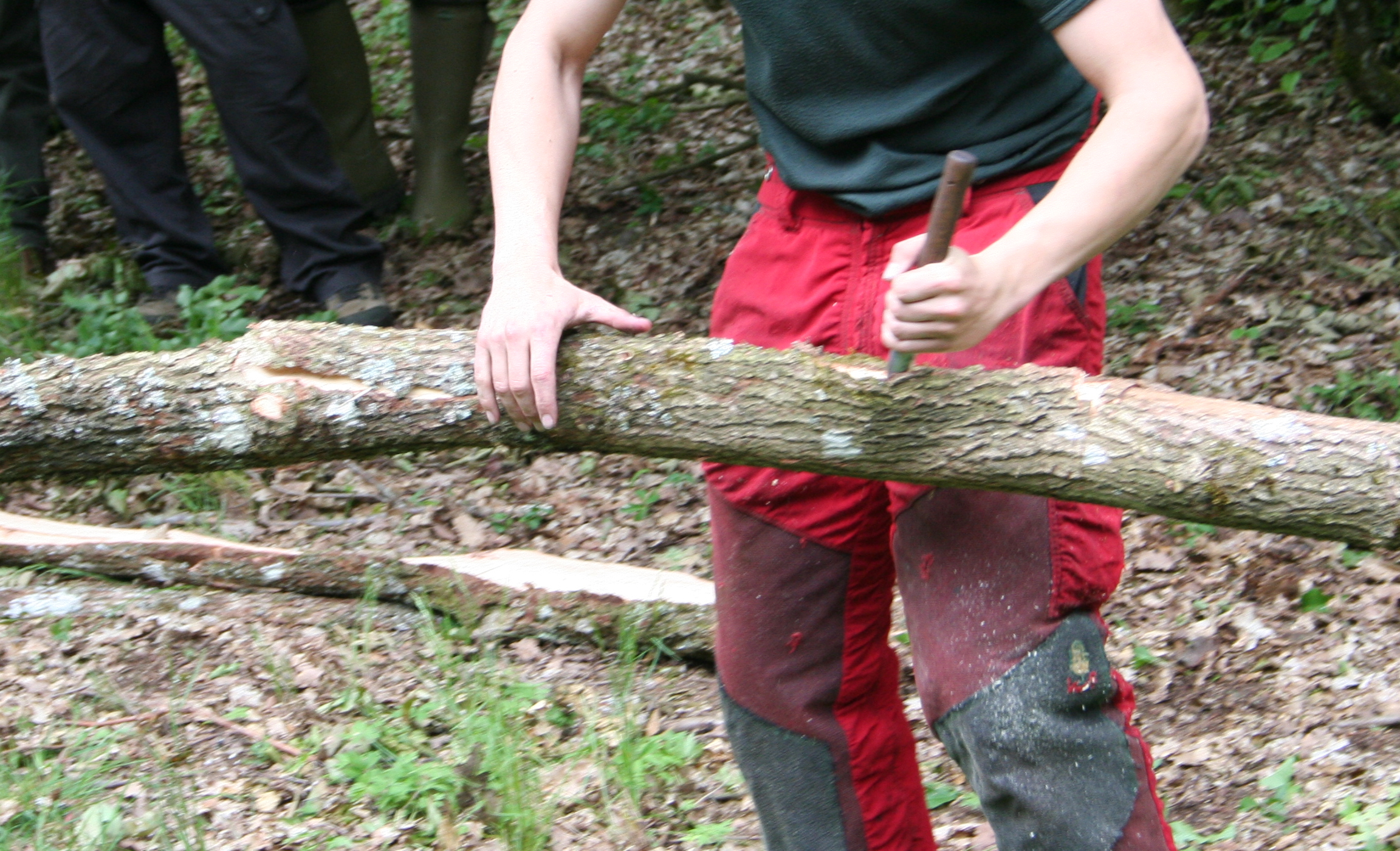
Eliminación de la corteza de las ramas de roble.
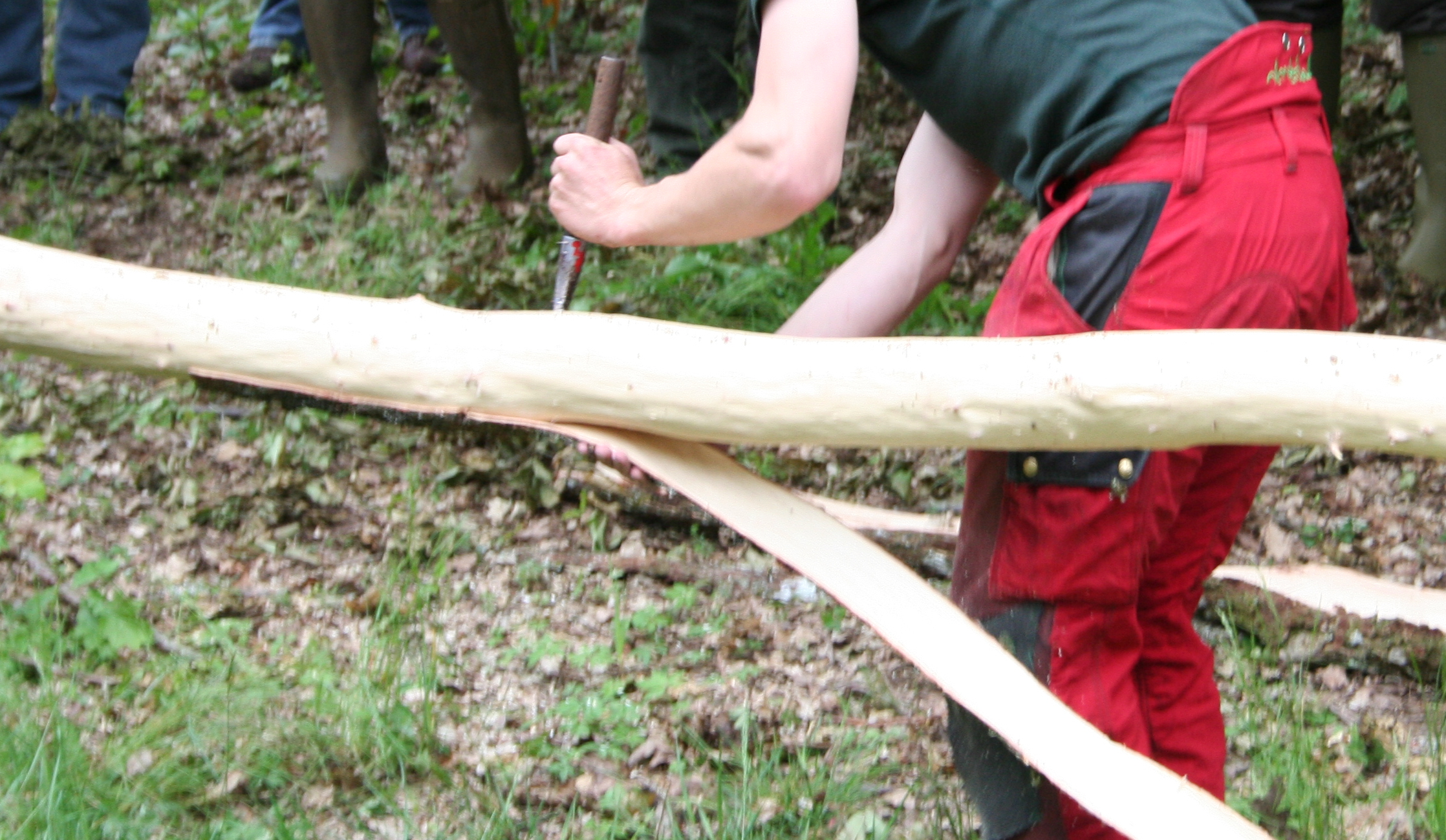
Otra vista del proceso.
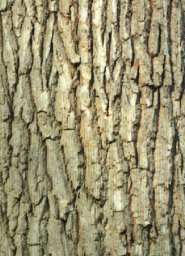
La corteza de un roble
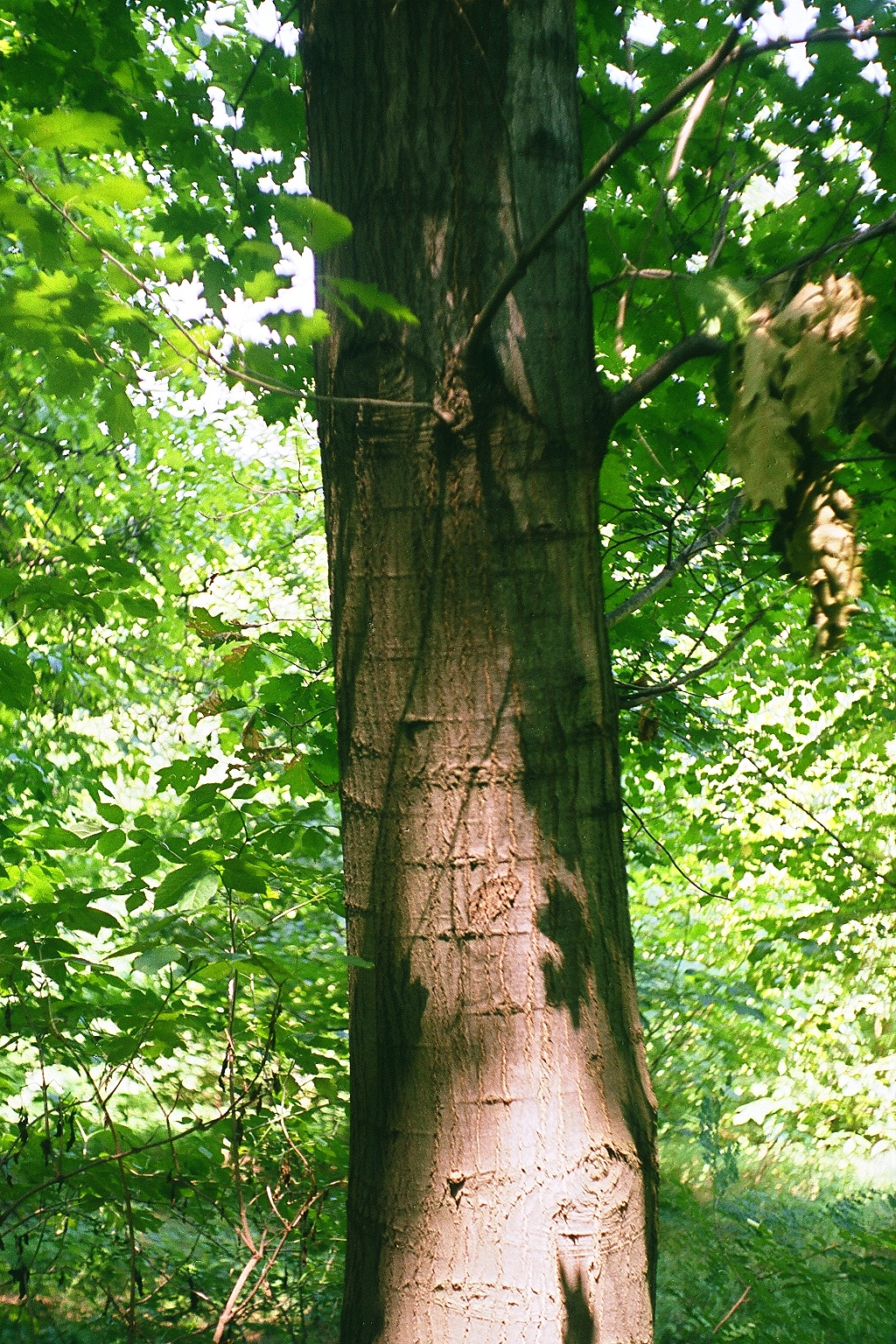
Corteza de roble rojo joven